# Hohenbrünzow
Hohenbrünzow ist ein Ortsteil der Gemeinde Hohenmocker im Nordosten des Landkreises Mecklenburgische Seenplatte. Die Gemeinde liegt südlich von Demmin. Sie gehört dem Amt Demmin-Land an, das seinen Verwaltungssitz in der Stadt Demmin hat.

Hohenbrünzow zwischen 1880 und 1920

## Geografie
Hohenbrünzow liegt 12 km südöstlich von Demmin und 15 km nordwestlich von Altentreptow. Durch die Gemeinde fließt der Strehlower Bach, der später bei der Leistenower Mühle in den Augraben mündet. Die Gemeinde liegt auf einer zerschnittenen Hochfläche von 40 bis 50 m über HNH.
Nördlich des Strehlower Baches verläuft der Oser von Hohenbrünzow bis südlich von Hohenmocker über 2,5 km, dort wurden viele Sandgruben genutzt.

## Geschichte
Die älteste urkundliche Nennung von Hohenbrünzow stammt aus dem Jahre 1248: Damals bestätigte und erweiterte Herzog Wartislaw III. von Pommern Besitz und Rechte des Klosters Dargun. Hierzu zählte auch Besitz in dem damals „Bronesowe“ genannten Dorf. Die nächste überlieferte Nennung stammt aus dem Jahre 1253: Hermann von Gleichen, Bischof-Elekt von Cammin, verlieh dem Kloster Dargun den Zehnten von insgesamt 90 Hufen Land aus mehreren Dörfern, darunter auch aus dem hier „Bronsowe“ geschriebenen Dorf.
Die schwedischen Matrikelkarten von 1696 zeigen den Ort mit der Kirche und mit einem östlich davon liegenden kompakten Gutshof. Das Dorf lag langgestreckt an der Straße von Süd nach Nord.
Hohenbrünzow wurde als Rittergut mit einem zusätzlichen Bauernhof, einer Schmiede und insgesamt 16 Haushaltungen bezeichnet. Das Dorf wurde als altes Lehn der Familie von Schwerin angegeben. 1763 wurde Hans Bogislaw von Schwerin als Besitzer genannt. 1800 war es sein Sohn August Bogislaw. Das Gut hatte ca. 650 ha.
1835 wurde der Ort im Gegensatz zur Matrikelkarte von 1696 in dem preußischen Urmesstischblatt (PUM) ohne Kirche und Gut sowie das Dorf sehr zerrissen aufgezeichnet.
1853 waren Henning und 1858 Wilhelm von Schwerin Besitzer des Ortes.
1862 wurden 10 Wohn- und 19 Wirtschaftsgebäude, 167 Einwohner in 31 Familien registriert.
Das zweigeschossige, spätklassizistische Gutshaus stammt von 1865. Gleichzeitig wurde der zugehörige Park gestaltet.

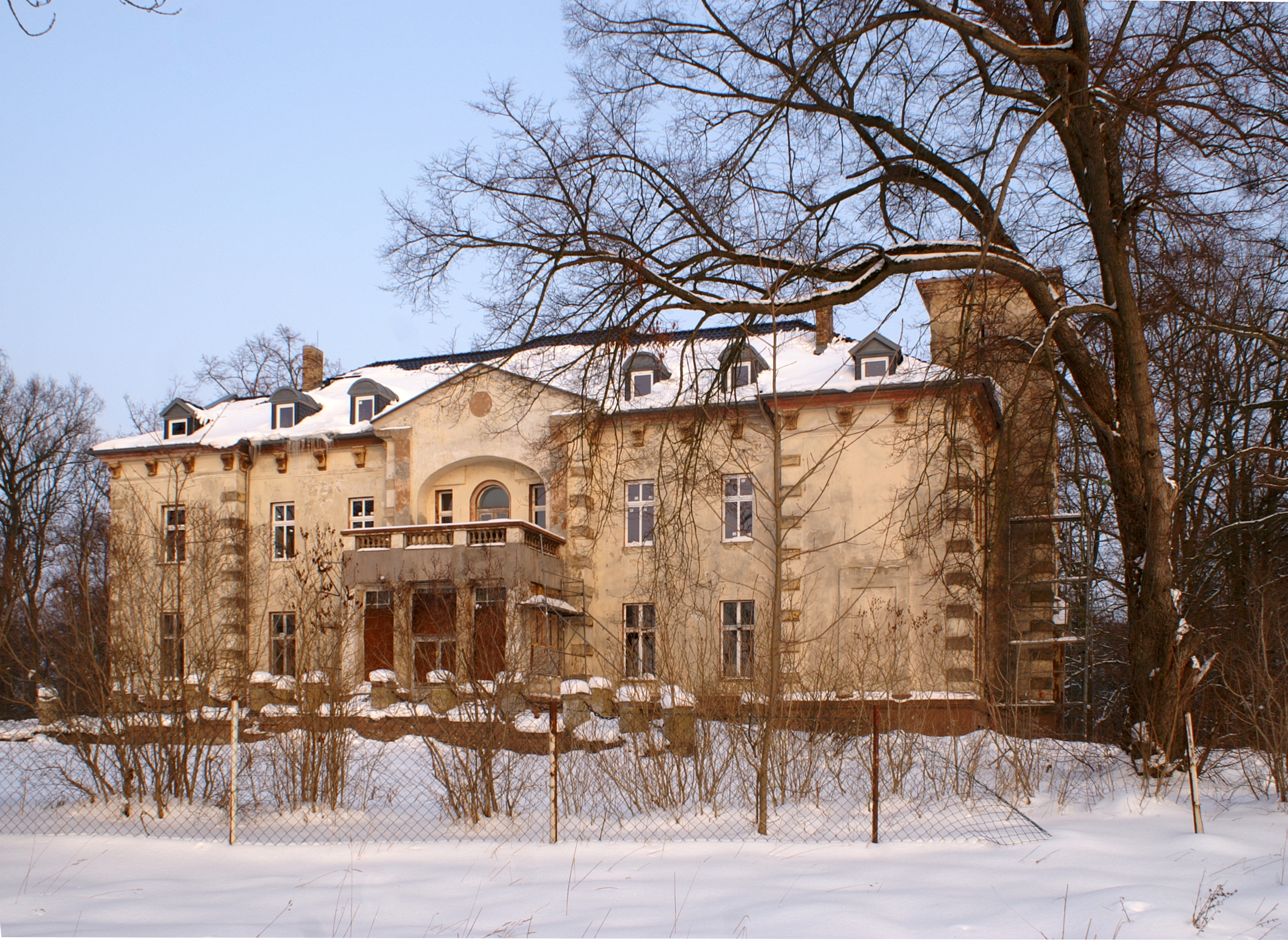
Gutshaus Hohenbrünzow

1871 hatte Hohenbrünzow 10 Wohnhäuser mit 28 Haushaltungen und 167 Einwohner, 1867 waren es noch 171. Alle waren Angehörige der evangelischen Konfession.
Im Messtischblatt von 1880 ist das Dorf sehr verändert. Das Gut war am südlichen Ortsausgang groß und kompakt neu errichtet, gegenüber der Straße war das Herrenhaus in einem größeren Park gebaut. Das Dorf lag geschlossen an der Straße, war aber als Angerdorf ausgebildet.
Im Güterverzeichnis von 1905 wurde Albert Ludwig von Schwerin-Ziethen als Besitzer genannt, saß aber nicht auf Hohenbrünzow. Das Gut wurde von einem Statthalter (Inspektor) geleitet, der das Herrenhaus bewohnte.
Am 1. Januar 1951 wurde der Name der Gemeinde Strehlow in Hohenbrünzow geändert.
Von der Bodenreform in der Sowjetischen Besatzungszone war Hohenbrünzow nicht betroffen, weil es als Saatzuchtbetrieb registriert war. Es wurde als VEG (Volkseigenes Gut) und Saatzuchtbetrieb weitergeführt. Das Schloss war nach anfänglicher Unterbringung der Flüchtlinge später Betriebsberufsschule für Saatzuchtfachleute.
Zu DDR-Zeiten blieb die Struktur des Dorfes erhalten, im Dorf wurde beim Gut unter Einschluss dessen eine Agraranlage errichtet. Auch nördlich des Ortes entstand eine Anlagenerweiterung, die nach 1990 privatrechtlich weitergeführt wurde. Deshalb blieben das Gut und auch das Gutshaus vorerst erhalten. Später wurde ein Teil der alten Gutsgebäude beseitigt.
Das Dorf wurde am 1. Juni 2004 in die Gemeinde Hohenmocker eingegliedert.
Der vorpommersche Kreis Demmin wurde am 25. Juli 1952 nach Auflösung der Länder dem neu gebildeten Bezirk Neubrandenburg zugeordnet. Am 12. Juni 1994 wurde der Kreis rückwirkend zum 17. Mai 1990 wieder als Landkreis bezeichnet. Das Gebiet bildete seither bis zur Kreisgebietsreform 2011 den Landkreis Demmin.
Seit 2018 wird die ehemalige Gutsanlage vom Atelier 17111 e. V. bebaut. Dabei konnte neben dem Atelier-Anbau (2018–2019) das Wohnhaus erneuert und eine Tischlerei (2020) erbaut werden. Der Verein ist gemeinnützig und setzt sich für Artenvielfalt und ökologische Landwirtschaft, sowie die Bereitstellung von kulturellen Angeboten in der Region, ein.

## Kultur und Sehenswürdigkeiten

### Bauwerke
- Gutsanlage (Rest) und Herrenhaus von 1865 (seit 2018 in Erneuerung durch den Atelier 17111 e. V.)
- Landarbeiterkaten

### Grünflächen und Naherholung
- Oser von Hohenbrünzow bis südlich von Hohenmocker über 2,5 km
- Gutspark – englischer Landschaftspark von 1865

### Kunst- und Kulturstätten
- Atelier 17111 e.V.
- Kultur & Gut Schloß Hohenbrünzow

## Wirtschaft und Infrastruktur
Ort und Umgebung sind landwirtschaftlich geprägt.
Östlich des Ortes verläuft die A 20, sie ist über die Anschlussstelle Jarmen zu erreichen. Durch die Gemeinde verläuft die Bahnstrecke Neustrelitz-Stralsund (Berliner Nordbahn) und nördlich die Bundesstraße 110.